# Vilar do Chão (Vieira do Minho)
Vilar Chão é uma povoação portuguesa do Município de Vieira do Minho que foi sede da extinta Freguesia de Vilar Chão, freguesia que tinha 8,55 km² de área e 256 habitantes (2011), e, por isso, uma densidade populacional de 29,9 hab/km².
A Freguesia de Vilar Chão foi extinta (agregada) pela reorganização administrativa de 2012/2013, tendo o seu território sido integrado na então criada União das Freguesias de Anjos e Vilar Chão.

## População
| População da freguesia de Vilar do Chão | População da freguesia de Vilar do Chão | População da freguesia de Vilar do Chão | População da freguesia de Vilar do Chão | População da freguesia de Vilar do Chão | População da freguesia de Vilar do Chão | População da freguesia de Vilar do Chão | População da freguesia de Vilar do Chão | População da freguesia de Vilar do Chão | População da freguesia de Vilar do Chão | População da freguesia de Vilar do Chão | População da freguesia de Vilar do Chão | População da freguesia de Vilar do Chão | População da freguesia de Vilar do Chão | População da freguesia de Vilar do Chão |
| --------------------------------------- | --------------------------------------- | --------------------------------------- | --------------------------------------- | --------------------------------------- | --------------------------------------- | --------------------------------------- | --------------------------------------- | --------------------------------------- | --------------------------------------- | --------------------------------------- | --------------------------------------- | --------------------------------------- | --------------------------------------- | --------------------------------------- |
| 1864                                    | 1878                                    | 1890                                    | 1900                                    | 1911                                    | 1920                                    | 1930                                    | 1940                                    | 1950                                    | 1960                                    | 1970                                    | 1981                                    | 1991                                    | 2001                                    | 2011                                    |
| 366                                     | 341                                     | 347                                     | 386                                     | 400                                     | 373                                     | 358                                     | 378                                     | 410                                     | 417                                     | 362                                     | 330                                     | 312                                     | 291                                     | 256                                     |

## Património
- Igreja Paroquial
- Ponte da Pértega
- Alminhas de Carreira
- Cruzeiro